# Mark Workman
Mark Cecil Workman (ur. 10 marca 1930 w Logan, zm. 21 grudnia 1983 w Bradenton) – amerykański koszykarz, występujący na pozycji środkowego.

## Osiągnięcia
NCAA
- Laureat Basketball Writers Association Gold Star Award (1952)[1]
- Zaliczony do I składu All-American (1952)[1]
- Wybrany do West Virginia Sports Writers Hall of Fame (1974)[1]